# 蔡长松
蔡长松（1941年12月—），湖南望城人。1965年加入中国共产党。湖南师范学院（现湖南师范大学）政治教育系政治教育专业毕业，大学学历。中华人民共和国政治人物。

## 生平
蔡长松出生于长沙市望城区靖港镇，历任中共湖南省常德地委委员、地委组织部部长，湖南省常德市委副书记、市长；中共海南省委常委、省委组织部部长，省委副书记、海口市委书记，省纪律检查委员会书记等职。2007年3月至2009年任中共中央纪委、中央组织部第六地方巡视组组长。